# Franziska Schöpfer
Franziska Schöpfer, auch Françoise Schoepfer (* 1763 in Mannheim, Kurpfalz; † 12. Juni 1836 in München, Königreich Bayern), war eine deutsche Porträt- und Miniaturmalerin, Kupferstecherin und Lithografin.

## Leben

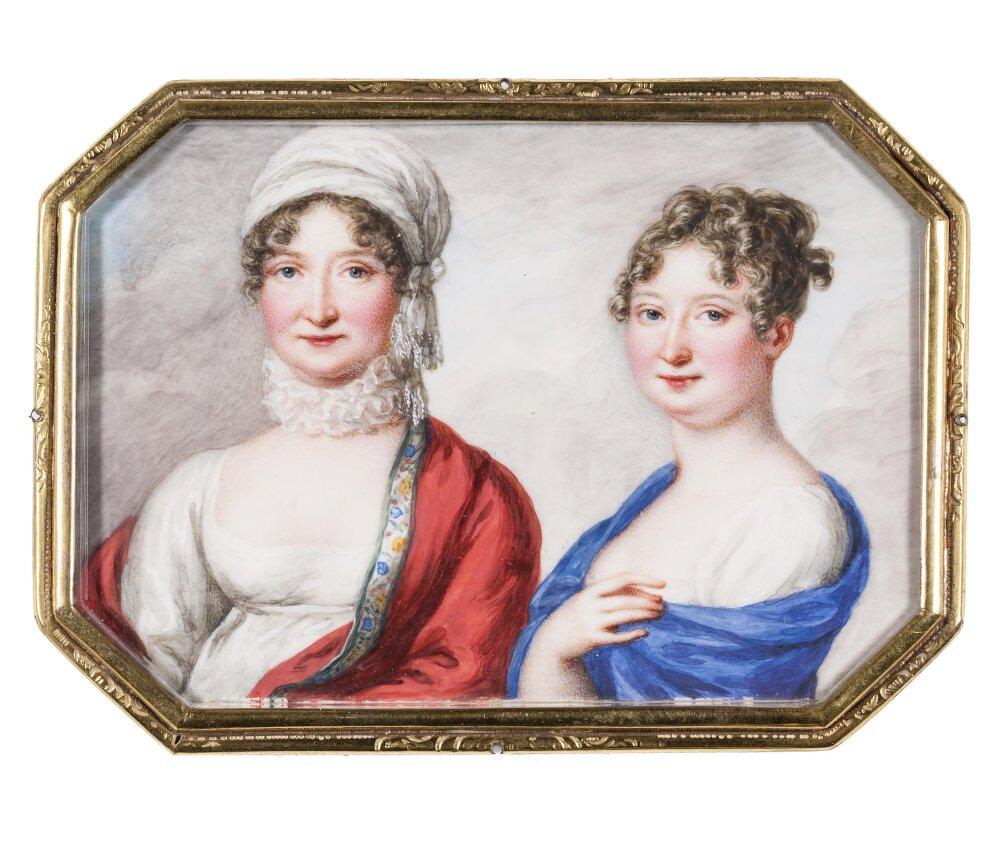
Miniaturdoppelbildnis von Königin Maria Amalia von Sachsen und deren Tochter, der Prinzessin Maria Augusta, Aquarell auf Elfenbein, Schwedisches Nationalmuseum

Nach dem Besuch der Mannheimer Zeichnungsakademie arbeitete Schöpfer in Mannheim, Bamberg und München, wo sie als Hofmalerin tätig war. Sie schuf vorwiegend Miniaturen. In München, wohin sie um 1800 gezogen war, war sie die erste Frau, die Lithografien fertigte. Befreundet war sie mit der Malerin Angelika Kauffmann, nach deren Zeichnungen sie auch stach.